# Samuel Wallis

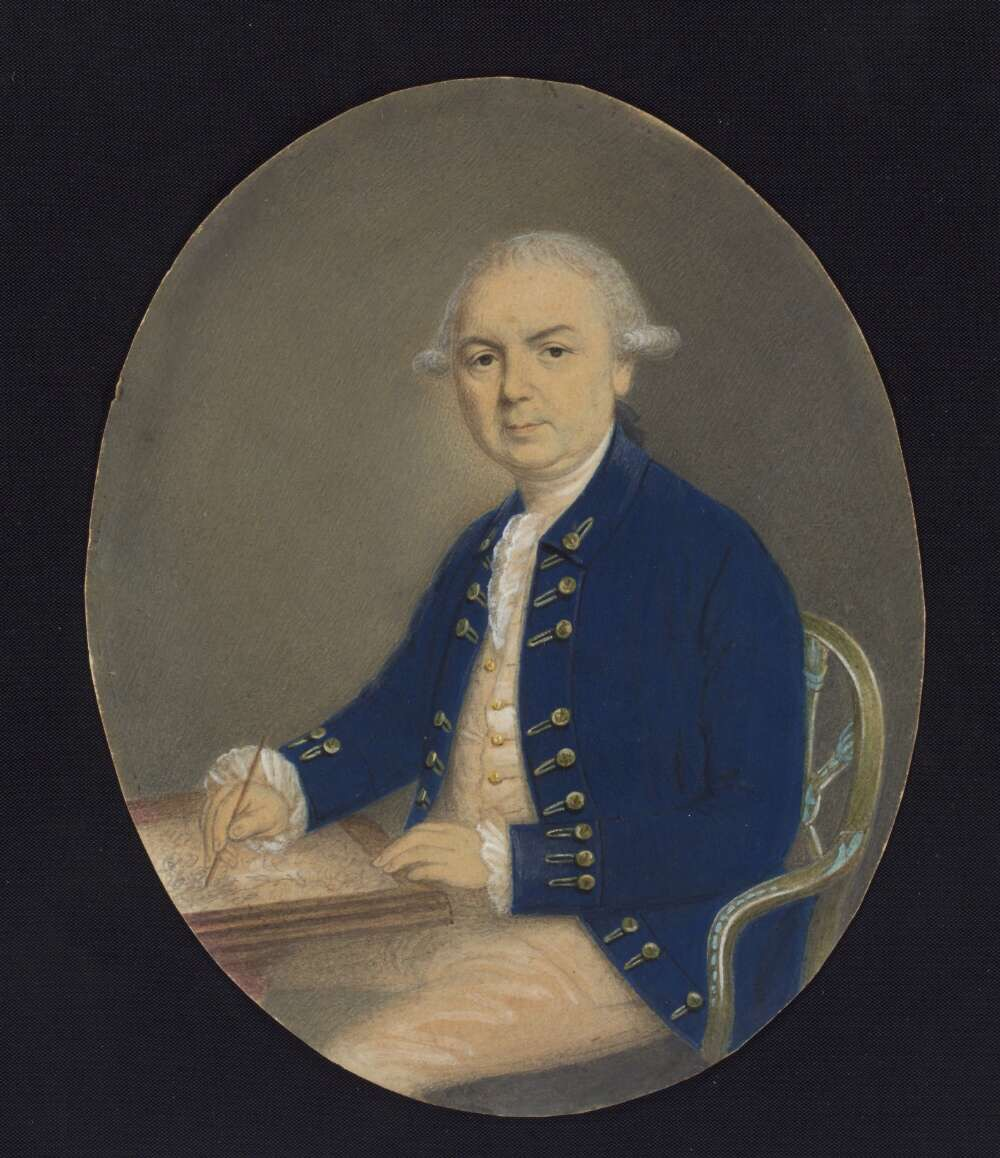

Samuel Wallis (ur. kwiecień 1728 w Camelford w hrabstwie Cornwall, zm. 21 stycznia 1795 w Londynie) – angielski oficer brytyjskiej marynarki Royal Navy, żeglarz i odkrywca. Jest odkrywcą wyspy Tahiti, archipelagu wysp Towarzystwa i wielu innych wysp na przestrzeni Oceanu Spokojnego.
Na jego cześć nazwano archipelag oraz terytorium zamorskie Francji. 